# Франкенвинхајм
Франкенвинхајм (њем. Frankenwinheim) општина је у њемачкој савезној држави Баварска. Једно је од 29 општинских средишта округа Швајнфурт. Према процјени из 2010. у општини је живјело 1.008 становника. Посједује регионалну шифру (AGS) 9678130.

## Географски и демографски подаци
Франкенвинхајм се налази у савезној држави Баварска у округу Швајнфурт. Општина се налази на надморској висини од 237 метара. Површина општине износи 14,7 km². У самом мјесту је, према процјени из 2010. године, живјело 1.008 становника. Просјечна густина становништва износи 69 становника/km².

## Међународна сарадња
| Мјесто | Држава    | Врста сарадње | Од    |
| ------ | --------- | ------------- | ----- |
| Елек   | Мађарска  | пријатељство  | 1988. |
| Маме   | Француска | партнерство   | 1972. |
| Билина | Чешка     | партнерство   | 1992. |
| Извор  |           |               |       |